# Fachhochschule (Österreich)
Eine Fachhochschule (FH, auch Hochschule für Angewandte Wissenschaften, engl. University of Applied Sciences) ist eine Hochschulform, die Lehre und Forschung auf wissenschaftlicher Grundlage mit anwendungsorientiertem Schwerpunkt betreibt.
Das Studienangebot von Fachhochschulen in Österreich erstreckt sich über ingenieur-, natur-, sozial- und wirtschaftswissenschaftliche sowie technische Studiengänge. Die Fachhochschul-Studiengänge werden mit einem akademischen Grad abgeschlossen. Während es anfangs nur Fachhochschul-Diplomstudiengänge gab, die mit den akademischen Graden Mag. (FH) und Dipl.-Ing. (FH) abschlossen, gibt es aufgrund des Bologna-Prozesses nur mehr Fachhochschul-Bachelorstudiengänge und darauf aufbauende Fachhochschul-Masterstudiengänge. Die akademischen Grade sind nun gleichlautend mit jenen der Universitäten, der Zusatz „(FH)“ ist weggefallen.
Anders als in den in Österreich sehr frei gestalteten Universitätsstudien sind die Studierenden in den Fachhochschul-Studiengängen an klare Vorgaben zum Studienverlauf gebunden, wodurch die Fachhochschul-Studiengänge grundsätzlich immer in der vorgesehenen Studienzeit absolviert werden. Jedoch ist es – ähnlich dem Schulsystem – auch an Fachhochschul-Studiengängen möglich, einmalig ein Studienjahr zu wiederholen (§ 18 Abs. 4 FHG).
Da es im Fachhochschulsektor eine klar geregelte Finanzierung auf Studienplatzgrundlage gibt, ist der Zugang zu den Fachhochschul-Studiengängen – anders als der Zugang zum Großteil der Universitätsstudien – beschränkt.

## Geschichte
Der Beschluss zum Aufbau von Fachhochschulen wurde von der österreichischen Bundesregierung im Jahr 1990 gefasst. Das Fachhochschul-Studiengesetz (FHStG) trat am 1. Oktober 1993 in Kraft, die ersten zehn FH-Studiengänge starteten im Studienjahr 1994/95. Nach Zahlen des österreichischen Fachhochschulrats, der bis August 2012 für die Akkreditierung von Fachhochschul-Studiengängen in Österreich zuständigen Behörde, gab es im Studienjahr 2005/06 bereits 18 Einrichtungen zur Durchführung von FH-Studiengängen (Erhalter) mit insgesamt 28.100 Studienplätzen. Mehr als ein Drittel der angebotenen FH-Studiengänge sind berufsbegleitend organisiert. Im Zuge des Bologna-Prozesses werden immer mehr Studiengänge ins Bachelor- und Mastersystem überführt. Im Studienjahr 2005/06 wurden bereits 52 % der 190 FH-Studiengänge in diesem gestuften Studiengangsystem angeboten. Seit einer Novelle vom 24. Juli 2020 heißt das Fachhochschul-Studiengesetz nun Fachhochschulgesetz (FHG). Durch das Fachhochschulgesetz wurde die seit dem Jahr 1993 bestehende Unterscheidung zwischen Fachhochschulen und Erhaltern von Fachhochschul-Studiengängen, denen dieser Titel nicht verliehen wurde, abgeschafft. Durch die FHG-Novelle vom 30. April 2024 dürfen Fachhochschulen auch offiziell die Bezeichnung Hochschule für Angewandte Wissenschaften (HAW) tragen.
Die ersten Fachhochschul-Studiengänge waren technischer Art. Mittlerweile werden mehr wirtschaftswissenschaftliche als technisch-wissenschaftliche Studiengänge angeboten. Sozial- und geisteswissenschaftliche sowie gestalterische Studiengänge sind unterrepräsentiert.

## Organisationsformen und Akkreditierung
Fachhochschulen in Österreich haben in der Regel eine privatrechtliche Organisationsform, und zwar als GmbH, als Verein oder als gemeinnützige Privatstiftung. Sie benötigen für die Aufnahme ihres Betriebs einer Akkreditierung durch die Agentur für Qualitätssicherung und Akkreditierung Austria. Vor der Schaffung dieser Agentur war für die Akkreditierung der mit der Einführung des Fachhochschulsektors in Österreich geschaffene Fachhochschulrat zuständig.

## Promotion
Fachhochschulen haben kein eigenes Promotions- und Habilitationsrecht. Viele Fachhochschulen bieten Promotionen aber in Kooperation mit Universitäten an. In Österreich dürfen sowohl Absolventen von Fachhochschul-Masterstudiengängen als auch Absolventen von Fachhochschul-Diplomstudiengängen ein Doktoratsstudium an einer Universität belegen.

## Finanzierung
Die Finanzierung der FH-Studiengänge erfolgt durch den Bund auf Basis der genehmigten und besetzten Studienplätze. Diese Vorgangsweise wird Studienplatzbewirtschaftung genannt. Der vom Wissenschaftsministerium veröffentlichte Fachhochschul-Entwicklungs- und Finanzierungsplans legt die konkreten Summen fest, 2005 bis 2009 waren das zwischen € 5.813,83 und € 6.903,92 pro besetzten Studienplatz im Jahr. Die vom Staat an die Fachhochschulen geleisteten Normkosten sind zweckgebunden für Lehre und Forschung zu verwenden, die Infrastrukturkosten (Baulichkeiten, Ausstattung etc.) sind vom Erhalter der Fachhochschule zu finanzieren. Erhalter von FH-Studiengängen sind zudem berechtigt von den Studierenden Studienbeiträge einzuheben. Vier Fachhochschulen heben keine Studienbeiträge ein.

## Studierendenvertretung
Durch eine Novelle des Fachhochschul-Studiengesetzes vom 5. Dezember 2007 gehören auch die Studierenden der Fachhochschulen zur Österreichischen Hochschülerinnen- und Hochschülerschaft. Durch die Gesetzesänderung wurde auch die FH-Studierendenvertretung gesetzlich verankert. Davor gab es an den einzelnen FHs teilweise gar keine Studierendenvertretung, die bestehenden waren stark unterschiedlich und mit wenigen Rechten ausgestattet. Bundesweit werden die FH-Studierenden nun erstmals vertreten, davor hatten die FH-Studierenden auf dieser Ebene keine Mitbestimmungsmöglichkeiten.

## Gesetze
- Fachhochschulgesetz (Gesetzestext im Rechtsinformationssystem des Bundes)
- Hochschul-Qualitätssicherungsgesetz (Gesetzestext im Rechtsinformationssystem des Bundes)